# المسيحية والفودو

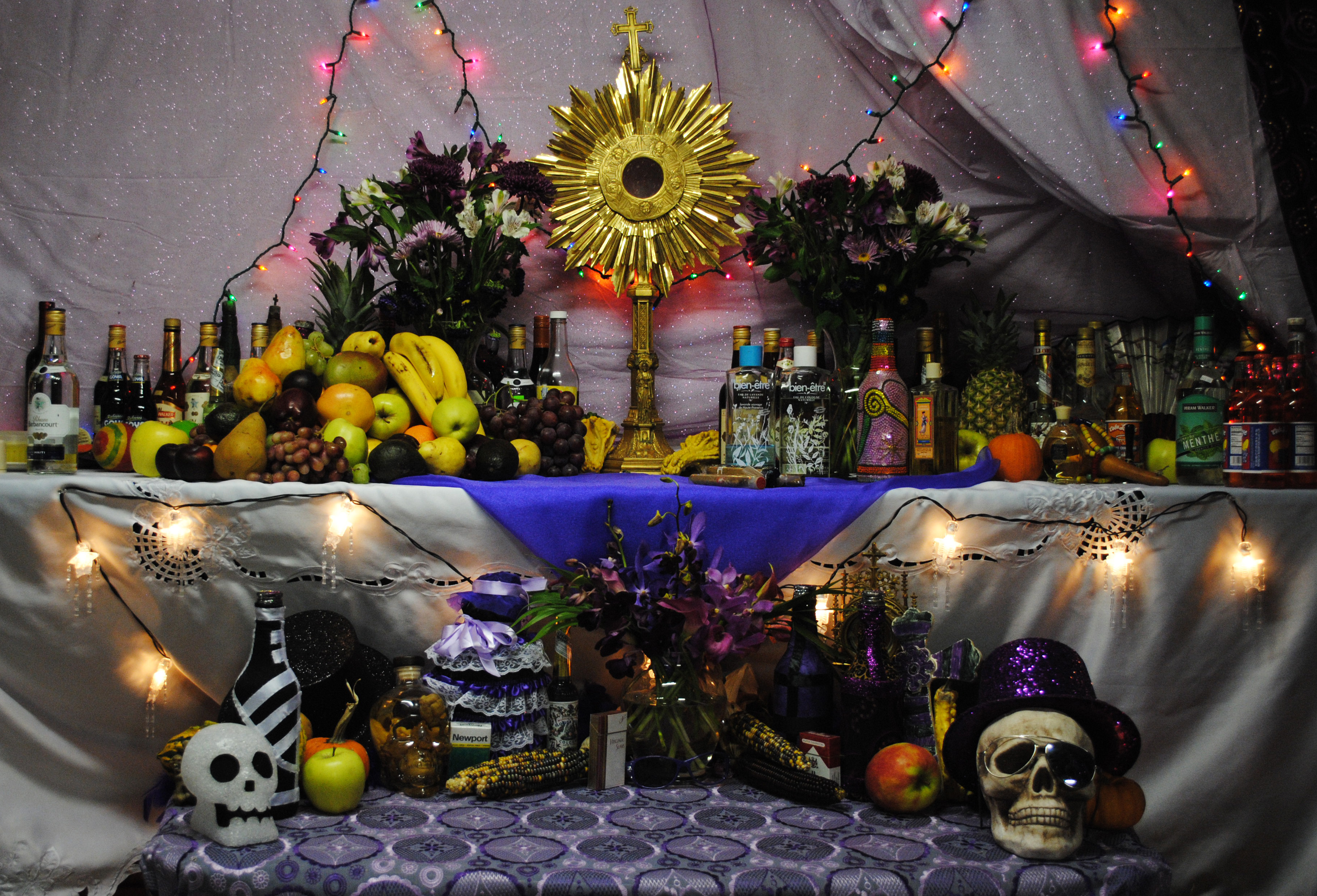

تميزت علاقات الفودو والمسيحية بمحاولات التوفيق، والنزاعات، خاصة في هايتي، ولكن بدرجة أقل في لويزيانا وأماكن أخرى.

## الصراعات بين المسيحية والفودو
أعلن الثوري جان جاك ديسالين نفسه رئيسًا للكنيسة في هايتي بعد قيام الثورة الهايتية. شرع جاك في الحد من سلطة القساوسة وتعيين رجال من هايتي في المناصب الشاغرة في مجتمعات الكنيسة المحلية. تسبب أيضًا في اغتيال عدد كبير من المبشرين بسبب فشله في إيقاف ذبح المستعمرين البيض. تسبب هذا في انشقاق بين دولة هايتي وروما، مما أدى إلى رفض روما إرسال القساوسة إلى البلاد. لم يكن هناك قساوسة لتقديم توجيهات للدولة الهايتية المنشأة حديثًا. نتيجة ذلك، دُمجت مبادئ الفودو والكاثوليكية وأصبحت الكاثوليكية (المتأثرة بالفودو) الدين الرسمي للدولة تحت قيادة هنري كريستوف.
هناك سبب آخر للترابط التوفيقي بين الكاثوليكية والفودو، وهو رسامة الدولة لرجال هايتي استعدادًا لدخولهم إلى الكهنوت، وهي خطوة لم يعترف الفاتيكان بشرعيتها. مع ذلك، شكل المزيج المؤلف من الديانتين الطريقة التي يمارس فيها الهايتيون طقوسهم. استمر الهايتيون بتمسكهم بالفودو مستخدمين طقوسًا يخفون من خلالها ممارسات تقاليدهم الأصلية.
ارتُكبت عدة جرائم قتل في الماضي في حق قساوسة مسيحيين، وألقى بعض المسيحيين باللوم على تأثير الفودو في تلك الجرائم. في المقابل، كان هناك أيضًا العديد من جرائم القتل ضد قساوسة أو قسيسات من الفودو، وقع معظمها بعد الزلزال. يعتبر بعض المسيحيون في هايتي الفودو شكلًا من أشكال عبادة الشيطان. على الرغم من انتقاد بعض المسيحيين الهايتيين للفودو، يواصل العديد من ممارسي الفودو في هايتي تعريف أنفسهم على أنهم من الكاثوليك، ووصلت الدرجة إلى دمج الصلاة الربية وصلاة السلام عليك يا مريم في صلاتهم للوا. لا يرى هؤلاء الأشخاص أي تناقض بين الديانتين، بل ينظرون إليه في الواقع على أنه يُثري إيمانهم ويشيرون إلى أنفسهم كمسيحين صالحين.
غالبًا ما يستخدم مسيحيو هايتي الفودو كبش فداء لمشاكل هايتي بما في ذلك الزلزال المدمر الذي ضرب البلاد في عام 2010 والذي كان السبب وراء الحالة الاقتصادية المزرية لهايتي اليوم. سعت الجماعات المسيحية المتطرفة في هايتي إلى تخليص البلاد من الفودو لأنهم يعتقدون أن ممارسي الفودو متأثرين بالقوى الشيطانية. يعتبر بعض المسيحيون أن الزلزال عقاب لهم بسبب اعتقادهم بأن الجزء من هايتي حيث يمارس فيه السكان الفودو قد عقد صفقة مع الشيطان.

## التوفيق
لا يُعرف العدد الدقيق لأتباع الفودو والمسيحية في هايتي في هذه المرحلة. يتقبل العديد من مسيحيي هايتي الفودو باعتباره جزءًا من ثقافة البلد، على الرغم من اعتبار المسيحين الإنجيليين أنه لا يتوافق مع المسيحية.
الفودو دين راسخ. أدت التصريحات المضللة في وسائل الإعلام إلى اعتباره «سحرًا أسود»، إلا أن أتباعه يعترفون به كدين رسمي. يتشارك الدينان العديد من الاحتفالات، فعلى سبيل المثال، لا تعد إقامة مراسم جنازة الفودو التي تليها مراسم كاثوليكية برئاسة القس أمرًا غير طبيعي. يحتفل العديد من سكان هايتي بالأعياد المسيحية إلى جانب عطلات الفودو التقليدية.
يستمد الفودو تأثيرات من العديد من الديانات والثقافات الأخرى ولاسيما الكاثوليكية منها، على الرغم من الموقف المضاد بين الديانتين. جرى تشكيل الفودو على مر القرون ليصبح الدين الواسع والفريد الذي هو عليه اليوم.
جاءت بعض ممارسات الفودو في هايتي نتيجة التوفيق الذي حدث عندما حول المستعمرون الفرنسيون العبيد من غرب إفريقيا قسرًيا في جزر الهند الغربية إلى المسيحية. كان العبيد الأفارقة يدعون أن لوا الخاص بهم قديس كاثوليكي، ومن خلال هذه الطريقة تمكنوا من الاستمرار في ممارسة دينهم التقليدي. ما يزال هذا الشكل الجديد من الديانات الأفريقية القبلية للفودو في الهايتي الذي يمتلك بعض التأثيرات المسيحية إلى يومنا هذا. على الرغم من التعارض المستمر بين المسيحية والفودو، فإن العديد من سكان هايتي غالبًا ما يعتبرون أنفسهم ممارسين لكل من الفودو والمسيحية.